# Elmore County (Alabama)
Elmore County is een county in de Amerikaanse staat Alabama.
De county heeft een landoppervlakte van 1.609 km² en telt 65.874 inwoners (volkstelling 2000). De hoofdplaats is Wetumpka.

## Bevolkingsontwikkeling

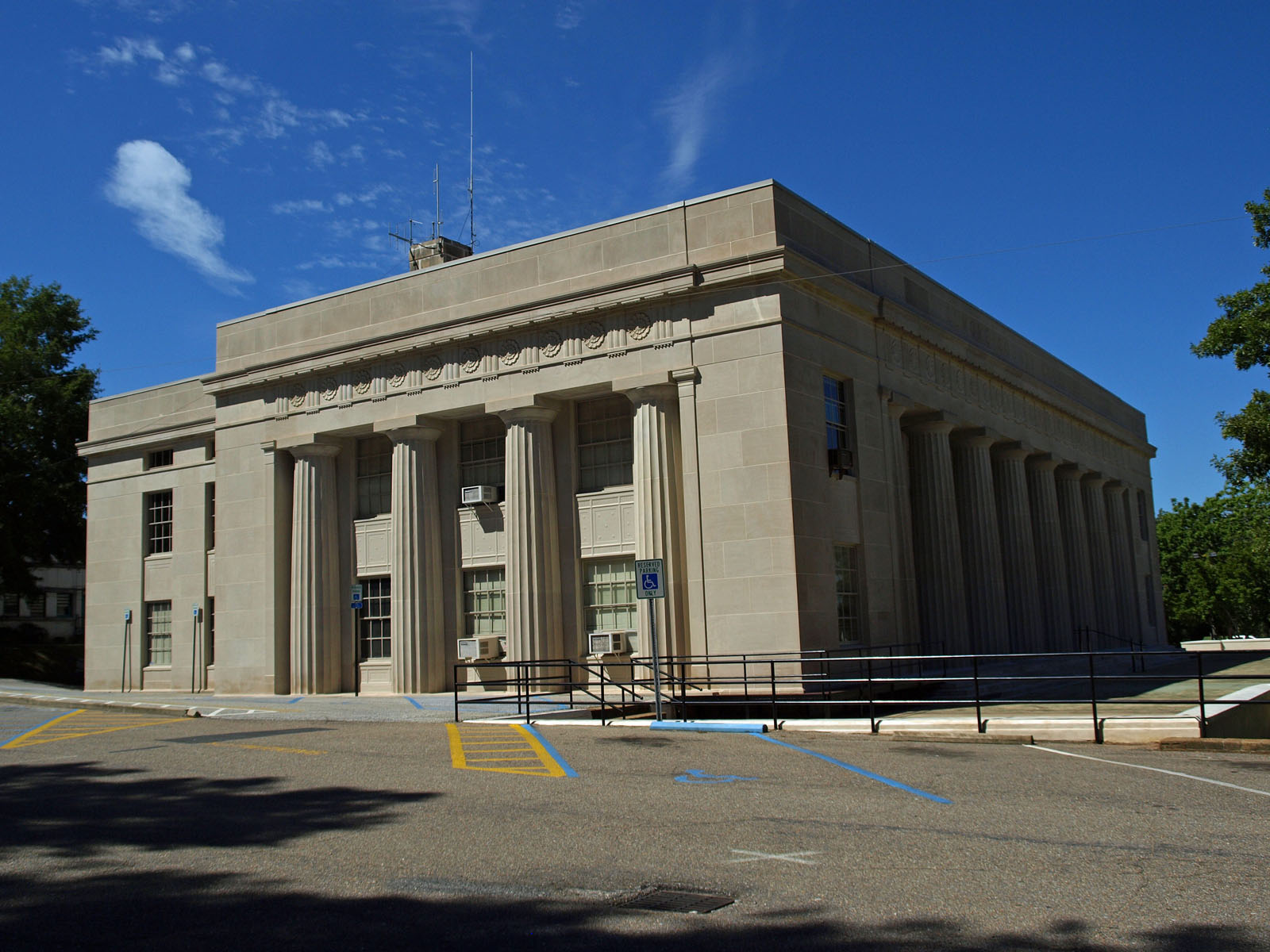
Elmore County Courthouse